# Orden des heiligen Johann von Lateran

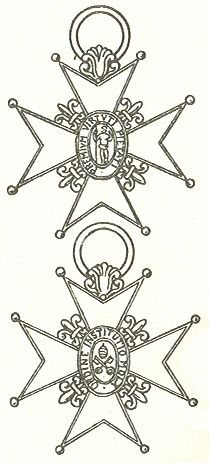
Orden des heiligen Johann von Lateran

Der Orden des heiligen Johann vom Lateran war ein Orden im Kirchenstaat, der von Papst Pius IV. im Jahr 1560 gestiftet wurde und bis etwa 1800 verliehen wurde.
Gedacht war der einklassige Orden als Belohnung von bürgerlichen Tugenden. Die Aufnahmegebühr war von der Entscheidung bei der Aufnahme abhängig, ob man die finanziellen und protokollarischen Vorrechte als päpstlicher Pfalzgraf nutzen wolle oder nicht.

## Ordensdekoration
Die Ordensdekoration  bestand aus einem goldgefassten rot emaillierten achtspitzigen Kreuz mit Goldkugeln an den jeweiligen zwei Kreuzarmspitzen. In den Kreuzarmwinkeln waren je eine goldene Lilie. Ein auf dem Kreuz aufliegendes Medaillon war blau und zeigte vorn den heiligen Johannes von einem weißen Ring mit der Ordensdevise Praemium virtutis et pietatis (Preis der Tugend und Frömmigkeit) umgeben. Die Rückseite hatte die Umschrift 
Ordine Institutio MDLX (Der Stiftung des Ordens 1560)
und mittig im Medaillon waren unter der Tiara die Schlüssel Petri.
Das Ordensband war schwarz.